# Île du Levant

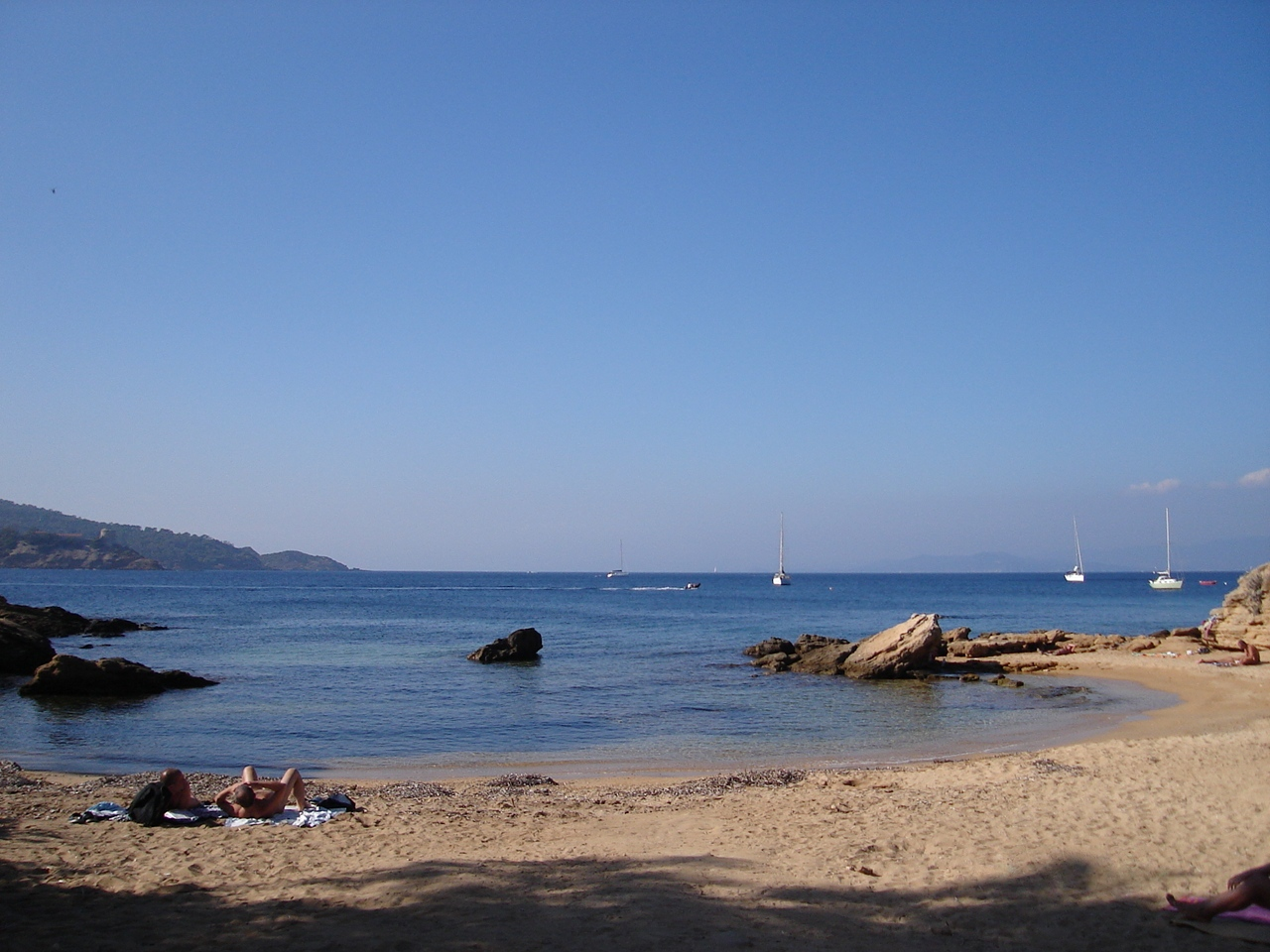
Strand på Île du Levant

Île du Levant är en ö utanför den franska medelhavskusten, och är en del av ögruppen Îles d'Hyères. Det mesta av ön är avstängd, och brukas som testområde för robotar. Ön är också känd för flera nudiststränder.